# Leucospis sinensis
Leucospis sinensis är en stekelart som beskrevs av Walker 1862. Leucospis sinensis ingår i släktet Leucospis och familjen Leucospidae. Inga underarter finns listade i Catalogue of Life.